# Terremoto de Cruz del Eje 1908
El Terremoto de Cruz del Eje de 1908 fue un terremoto que tuvo lugar el 22 de septiembre de 1908 en el noroeste de la provincia de Córdoba, Argentina. Con epicentro cercano a la ciudad de Cruz del Eje, alcanzó una intensidad estimada de VII en la escala de Mercalli y una magnitud aproximada de 6,5 en la escala de Richter.El movimiento sísmico provocó daños significativos en las localidades de Deán Funes, Cruz del Eje y Soto.

## Impacto y daños
El terremoto causó daños de diversa gravedad en las localidades más cercanas al epicentro. EnDeán Funes se registraron grietas en muros de adobe y mampostería, así como desprendimientos parciales de cubiertas. En Cruz del Eje, los edificios gubernamentales y varias viviendas sufrieron fisuras estructurales y colapsos parciales de mampostería, y algunas construcciones más antiguas de tapial quedaron gravemente afectadas. En el paraje de Soto, se reportaron desplazamientos de tapias y grietas longitudinales en fachadas, aunque sin pérdida de vidas registradas oficialmente.
La intensidad del sismo (VII en la escala de Mercalli) explica los daños en edificaciones no diseñadas para resistir vibraciones de esa magnitud, especialmente en construcciones tradicionales de adobe y tapial.No existen cifras precisas de víctimas ni de coste económico, pero los testimonios contemporáneos recogen el temor y los daños materiales que obligaron a muchos vecinos a abandonar sus casas temporalmente.

## Repercusión
El terremoto fue uno de los primeros sismos significativos sentidos en el interior del país del que se conserva registro sistemático, y fue objeto de estudio posterior por parte del Servicio Geológico Nacional argentino. Aunque no tuvo cobertura nacional extendida debido a la época, fue ampliamente reportado en periódicos de Córdoba y La Rioja.
A pesar de la escasa infraestructura científica del momento, el sismo incentivó mayor atención a la actividad sísmica en el centro-norte del país, que hasta entonces era considerada una región de bajo riesgo.